# Цілинна ділянка біля річки Терса
Цілинна ділянка біля р. Терса — ботанічна пам'ятка природи місцевого значення. Об'єкт розташований на території Новомиколаївського району Запорізької області, Новомиколаївська селищна рада.
Площа — 3 га, статус отриманий у 1979 році.